# Freeman Dyson
Freeman John Dyson (Crawthorne, Berkshire, Anglia, 1923. december 15. – Princeton, New Jersey, 2020. február 28.) angol születésű amerikai fizikus és matematikus, a kvantum-elektrodinamika, nukleáris fegyverek és politika, futurizmus, science fiction, a földönkívüli értelem keresése (SETI) területén alkotott.

## Családja
Apja George Dyson neves angol zeneszerző. Felesége Imme Dyson. Hat gyermeke született. Az egyik Esther Dyson, neves digitális technológiai tanácsadó. Fia, George Dyson tudomány- és technikatörténész.

## Életrajza
Dyson a második világháborúban a Brit Bombázó Parancsnokság értékelőjeként dolgozott. A háború után a Cambridge-i Egyetemen szerzett BA fokozatot matematikából és 1946-tól 1949-ig a Trinity College munkatársa volt. 1947-ben az Egyesült Államokba költözött, a Cornell Egyetem ösztöndíjasaként, ahol 1951-ben fizikaprofesszor lett PhD nélkül. 1952-ben a Royal Society tagjává választotta. 1953-ban állást kapott Princetonban az Institute for Advanced Study-n. 1957-ben lett honosított amerikai állampolgár.
A háború utáni években Dyson mutatta meg, hogy a kvantum-elektrodinamika két akkor létező formalizmusa ekvivalens. Az egyik Richard Feynman útintegrál megfogalmazása, a másik Julian Schwinger és Tomonaga Sinicsiró variációs módszere. Dyson ekkor vezetett be egy operátort, melyet később róla neveztek el.
1957-től 1961-ig az Orion terven dolgozott, ami nukleáris impulzushajtás segítségével tett űrutazást javasolt. Egy prototípus elkészült a demonstráció kedvéért, ami hagyományos robbanóanyagokat használt, de a nukleáris fegyvereket a világűrben tiltó egyezmény miatt a tervet feladták.
1977-ben a Princetonon az ő irányítása alatt írta John Aristotle Phillips, az Atombomba Kölyök félévi dolgozatát, amiben a nyilvánosan elérhető információk alapján leírta egy működőképes atombomba tervét. Az ügyben FBI-vizsgálat is folyt.

## Díjai, kitüntetései
- Lorentz-érem 1966-ban
- Max Planck-érem 1969-ben
- Fizikai Wolf-díj 1981-ben
- Enrico Fermi-díj 1993-ban
- Templeton-díj 2000-ben